# Junior de Barranquilla
El Club Deportivo Popular Junior Fútbol Club S. A., conocido como Junior de Barranquilla o simplemente Junior, es un club de fútbol con sede en Barranquilla, Colombia. Fue fundado el 7 de agosto de 1924, siendo conocido como Atlético Junior, nombre que usó hasta el inicio del siglo XXI, convirtiéndose en el tercer club más antiguo del país. A nivel deportivo es el quinto club más laureado del fútbol colombiano con catorce títulos oficiales en el profesionalismo: diez títulos de primera división, dos títulos de la Copa Colombia y dos títulos de Superliga de Colombia.
Internacionalmente, ha sido subcampeón de la Copa Sudamericana y semifinalista de Copa Libertadores de América. Es el equipo más importante de la región Caribe. Además, ha sido el único en representar en calidad de selección nacional a Colombia en un Campeonato Sudamericano (actual Copa América), obteniendo la Copa Mariscal Sucre, destinada a la mejor selección entre los equipos bolivarianos.
El equipo oficia de local en el estadio Metropolitano Roberto Meléndez, que lleva el nombre del futbolista barranquillero, delantero histórico de Colombia en la época del deporte no profesional. Fue inaugurado el 11 de mayo de 1986 y se encuentra ubicado en la localidad metropolitana en el sur de la ciudad, en el límite entre Barranquilla y el municipio de Soledad. Su capacidad total es de aproximadamente 46 692 espectadores.
Su rival clásico es el Unión Magdalena, de Santa Marta, con el que disputa el clásico costeño.

## Historia
|  | Para más detalles, consultar Historia del Junior de Barranquilla |

### 1924: Fundación
Era aficionada
El club se pensó en crear en 1923 para representar a los barrios San Roque y Rebolo. El movimiento comenzó cuando el Colegio Salesiano creó el equipo Juventus, ya que ellos eran de ascendencia italiana, pero luego el equipo se conocería como Juventud.

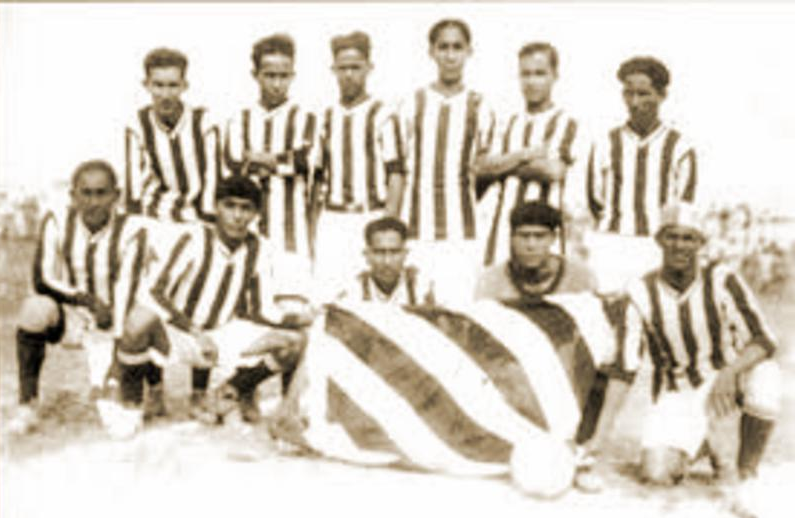
Juventud Junior en 1929.

Un grupo de aficionados al fútbol, así como los integrantes menores del Juventud crearon el 7 de agosto de 1924 en la calle 30 con carrera 29 de Barranquilla (frontera de los barrios Rebolo y San Roque), liderados por Micaela Lavalle de Mejía, la creación del nuevo club que tuvo por nombre Juventud Infantil. El equipo original estaba conformado por Víctor Bovea, Héctor Donado, Leovigildo Rolong, Juan Mejía, Manuel Vásquez, Víctor Núñez, Alberto de las Salas, Vicente Cervera, Rosendo Barrios, Armando Moya, Aurelio Roa, Valerio Molinares, Agustín Consuegra, Simeón Manjarrés, Enrique Lamadrid, Pedro Yépez, Néstor García, Francisco Ibáñez y Nicolás Pineda. El primer partido fue el 12 de octubre de 1924 en la plaza 7 de abril (actual parque Almendra Tropical) contra el Argentina F.B.C., al cual venció 2-1.
En 1926 ingresa a la Liga de Fútbol del Atlántico, en la Tercera Categoría, ganando el ascenso a la Segunda Categoría en 1927.
En 1929, después de 2 años en la Segunda Categoría, asciende a la Primera Categoría cambiando su nombre por el de Juventud Junior, que resulta campeón en 1932.
Era profesional

### 1948: Subcampeón
En 1948, con el nombre de Atlético Junior participa en la primera temporada del fútbol profesional colombiano de la División Mayor del Fútbol Colombiano (Dimayor), quedando subcampeón con cuatro puntos por debajo del Santa Fe. En ese entonces el equipo era conocido como los Miuras.
En 1949 es requerido por la Adefutbol para participar representando a Colombia en el Campeonato Sudamericano de Río de Janeiro, Brasil, siendo sancionado por la División Mayor del Fútbol Colombiano (Dimayor) por dos años, rompiéndose las relaciones entre la Dimayor y la Adefútbol.
En 1950 contrató a Heleno de Freitas.
Desde 1948 hasta 1953 Junior es apodado "Los Miuras", por su aguerrida manera de jugar. Miura es un encaste de toros de características singulares forjada durante varias generaciones de una familia ganadera, desde 1842 hasta la actualidad.

### 1953: Crisis deportiva y económica
En 1953 termina 10.º en el campeonato, con 15 puntos. Igualmente es el fin del histórico periodo  el Dorado en el fútbol colombiano y el club afronta una grave crisis económica que lo obliga a retirarse de la Dimayor, pasando a participar durante 12 años del torneo aficionado de la liga departamental, desapareciendo del profesionalismo colombiano.

### 1966: Regreso al profesionalismo
En 1966 Junior vuelve a la primera división después de 13 años de problemas económicos. En este primer torneo después de 13 años de ausencia, Junior termina octavo del torneo con 53 puntos.
En 1967, Junior logra contratar a dos campeones del mundo más un tercer jugador de la selección brasileña: Garrincha, Dida y Quarentinha. Al final del torneo Junior termina quinto con 59 puntos. Garrincha solo jugó un partido contra Santa Fe e igualmente al final de ese mismo año salen las estrellas brasileñas del equipo pero quedado en la memoria colectiva de la ciudadanía. 
En 1968 vuelve el mítico arquero colombiano Efraín ‘El Caimán’ Sánchez. Desde ese año el torneo se dividió en Apertura y Finalización. En el Torneo Apertura Junior termina cuarto con 35 puntos. En el Torneo Finalización Junior termina tercero con 35 puntos. Junior, con estas dos campañas se clasifica a pelear por el tercer lugar anual contra Millonarios. Finalmente no lo logra después de empatar un partido y perder el otro. A final del año, Efraín ‘El Caimán’ Sánchez vuelve a salir del equipo.
En 1969, Junior contrata al único jugador que ha logrado hacer un gol olímpico en un mundial de fútbol, Marco Coll (en el Mundial Chile 1962). En el Torneo Apertura termina quinto con 28 puntos. En el Torneo Finalización termina sexto con 29 puntos.

### 1970: Vuelve el protagonismo
En 1970  llega al equipo uno de los jugadores insignes de los primeros títulos, Jesús ‘El Toto’ Rubio. En el Torneo Apertura, Junior termina segundo; y en el Torneo Finalización termina noveno con 23 puntos. A pesar de un regular Torneo Finalización, Junior logró clasificar al cuadrangular final, donde enfrentó a Deportivo Cali, Santa Fe y Cúcuta Deportivo. Al final, Deportivo Cali ganó el campeonato. A pesar de haber perdido el campeonato, Junior clasificó a su primera Copa Libertadores.

### 1977: Primera estrella

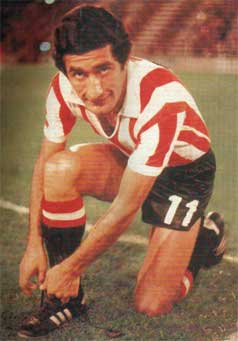
Juan Ramón Verón, artífice del primer título Profesional en 1977.

En 1977 llegan al equipo el volante argentino Eduardo ’El Indio’ Solari y Alfredo ’El Maestrico’ Arango. Vuelve el defensa Jesús ’El Toto’ Rubio. Bajo la dirección del técnico argentino José ‘Puchero’ Varacka, que se había juntado al equipo en 1975, se logró que en el Torneo Apertura, Junior terminara de primero con 35 puntos, dos más que su perseguidor Deportivo Cali. Así, Junior ganaba el Torneo Apertura y clasificaba automáticamente al Hexagonal Final. En el Torneo Finalización, Junior quedó ubicado en el grupo A, quedando último con 18 puntos. Tras la salida del DT José Varacka, asumió las riendas del equipo en el tramo final de la temporada el argentino Juan Ramón ‘La Bruja’ Verón, que ofició en este caso de jugador y técnico a la vez. En el hexagonal final, Junior terminó primero con 15 puntos, tres más que el subcampeón Deportivo Cali. Así, Junior obtuvo su primer título de la liga colombiana y su segunda participación en Copa Libertadores. Al final de la temporada abandonaron al equipo los argentinos Eduardo ’El Indio’ Solari, Juan Ramón Verón y Juan Carlos Delménico.

### 1980: Segunda estrella
En 1980 nuevamente bajo la dirección del técnico argentino José ‘Puchero’ Varacka, vuelve el arquero argentino Juan Carlos Delménico. En el campeonato colombiano, Junior termina líder del Torneo Apertura con 35 puntos, con los mismos puntos del segundo (Deportivo Cali). Junior y Deportivo Cali clasificaron a los Cuadrangulares Semifinales. En el Torneo Finalización, Junior queda último del grupo A con 10 puntos. En los Cuadrangulares Semifinales, Junior terminó líder del grupo B con 8 puntos, uno más que el segundo Atlético Nacional, clasificando al Cuadrangular Final, en donde enfrentaría a Atlético Nacional, Deportivo Cali y América de Cali. Junior queda campeón al no perder ningún partido en el Cuadrangular Final y cosechar 9 puntos, sacándole dos de ventaja al Deportivo Cali que quedó subcampeón con 7 puntos. Junior así conseguía su segunda estrella y su tercera clasificación a Copa Libertadores.

### 1993: Tercera estrella
En 1993 vuelven Alexis Mendoza, Miguel ‘Niche’ Guerrero y Oswaldo Mackenzie. Jorge Bolaño empezó su carrera de profesional y llega Carlos ‘El Pibe’ Valderrama (incluido en el top 50 de los mejores jugadores de fútbol de la historia según la FIFA). En el Torneo Apertura, Junior queda líder del grupo B con 21 puntos (5 más que el segundo Atlético Nacional) clasificando a los cuadrangulares finales. En el Torneo Finalización, Junior termina segundo con 35 puntos (4 menos que el líder Independiente Medellín). De bonificación de los dos torneos, Junior recibió 1,50 puntos. En los cuadrangulares finales, Junior queda en el grupo A junto a Atlético Nacional, Millonarios y Once Caldas. Junior queda segundo con los mismos puntos que el líder Atlético Nacional (8,50 puntos). En el cuadrangular final, Junior queda líder con 7 puntos (los mismos que Independiente Medellín). Miguel Ángel ‘El Niche’ Guerrero queda goleador con 34 goles. Junior clasifica a su quinta Copa Libertadores y gana por tercera vez el campeonato colombiano al vencer 3-2 en el partido final al América de Cali con gol sobre la hora de Oswaldo Mackenzie.

### 1994: Semifinalista de Copa Libertadores

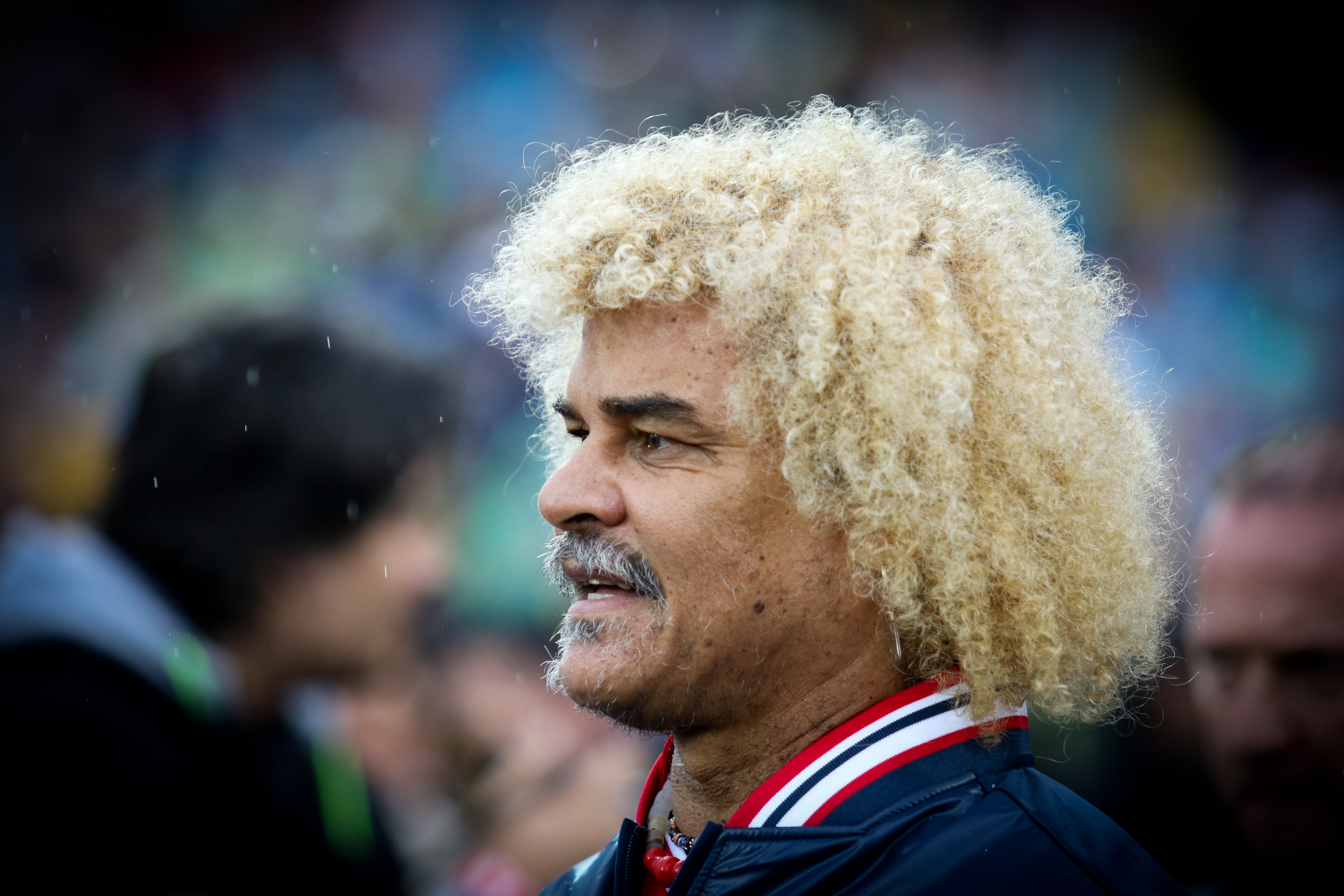
Carlos ‘El Pibe’ Valderrama, dos veces campeón con Junior, semifinalista de Copa Libertadores y Rey de América.

En 1994 llegó el delantero chileno Cristian Montecinos. Junior participa en su quinta Copa Libertadores. Quedó ubicado en el grupo 1 junto a Independiente Medellín, Olimpia y Cerro Porteño de Paraguay. Termina tercero del grupo con 5 puntos. En los octavos de final se enfrenta con Colo-Colo de Santiago de Chile, terminando en un resultado global 3-3 después de que en el partido de vuelta, el Junior logró igualar en el segundo tiempo dos goles iniciales de los anfitriones. En los penaltis del 27 de abril de 1994 en el estadio Monumental, Junior ganó 4-3. En los cuartos de final, Junior se enfrentó a Independiente Medellín ganando 2-0. En las semifinales, enfrenta al club argentino Vélez Sarsfield. Cada equipo gana un partido 2-1 por lo que el resultado global terminó 3-3. Al final, en los penaltis del 17 de agosto de 1994 en Buenos Aires, Junior fue eliminado 5-4; quedando por primera vez como semifinalista de este torneo.

### 1995: Cuarta estrella
En 1995 quedó campeón del torneo colombiano con 62 puntos (2 más que el subcampeón América de Cali). Así, Junior gana por cuarta vez el campeonato colombiano y clasifica a su sexta Copa Libertadores. Iván René Valenciano es goleador con 24 goles.

### 2004: Quinta estrella
En el Torneo Apertura 2004, Junior termina quinto con 30 puntos, clasificando a los Cuadrangulares Semifinales. En los cuadrangulares, Junior queda ubicado en el grupo A junto a Atlético Nacional, América de Cali y Deportivo Pasto. Junior termina último con 6 puntos. En el Torneo Finalización 2004, Junior clasifica a los cuadrangulares semifinales, octavo con 28 puntos. Queda ubicado en el grupo B junto a Deportivo Cali, Independiente Medellín y Atlético Bucaramanga, clasificando a la final con 13 puntos (5 más que el Deportivo Cali). En la Final, Junior enfrenta a Atlético Nacional. En el partido de Barranquilla, Junior venció 3-0. En el partido de Medellín, Atlético Nacional vence a Junior 5-2, quedando un resultado global de 5-5 y obligando a la serie de penales en donde Junior vence 5-4. Junior así obtenía su quinto título nacional y su novena clasificación a Copa Libertadores.
Conmemorando 10 años y en homenaje a Andrés Escobar se realizó un torneo amistoso Copa Cotton USA-2004 en Medellín, del cual Junior resultó campeón.

### 2006-2008: Crisis
Luego de la participación en Copa Libertadores, donde quedó eliminado en octavos de final por Boca Juniors de Argentina, y de casi ser finalista en el Torneo Finalización 2005, para el Torneo Apertura 2006 vuelve al equipo el histórico Víctor Danilo Pacheco, quien se retiraría a final del año. En ese certamen, Junior termina 16°, haciendo una de sus peores campañas de la historia con 17 puntos, quedando eliminado del torneo. Para el Torneo Finalización vuelve el argentino Omar Sebastián Pérez (procedente de México) y el máximo goleador del equipo en su historia: Iván René Valenciano. Junior terminó 15 con 17 puntos, quedando eliminado del torneo. A final de año salen Hayder Palacio e Iván René Valenciano.
Para el Torneo Apertura 2007 llegó al equipo el entonces desconocido Teófilo Gutiérrez; pero la gran contratación del equipo fue el argentino Gabriel Fernández. En este torneo, Junior termina 11 con 23 puntos, quedando eliminado del certamen. A mitad de año se van Gabriel Fernández y Omar Sebastián Pérez. Para el Torneo Finalización llega un histórico del club Luis Grau y también Carlos Valderrama como director deportivo del equipo, Junior termina 13 con 18 puntos, quedando eliminado del certamen.

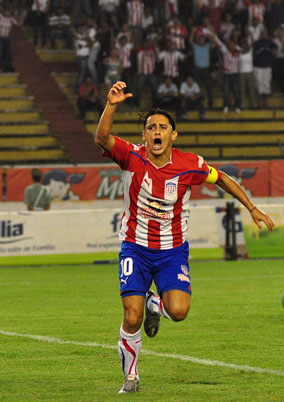
En 2008, en medio de la peor crisis en la historia del club. Giovanni Hernández, fue el eje de juego del equipo, así como un jugador clave en los títulos de 2010-I y de 2011-II.

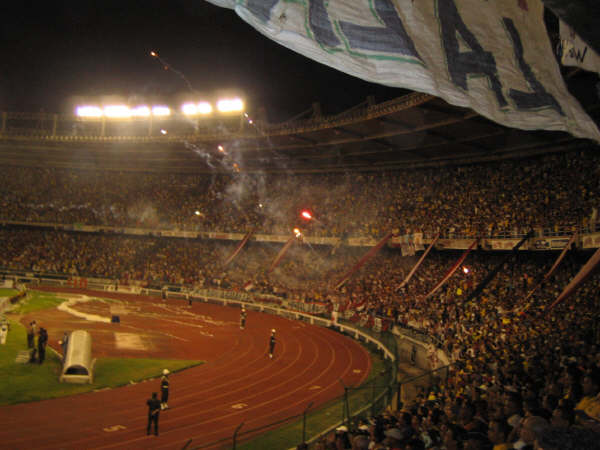
Final del torneo apertura 2009.

A principios de 2008 Junior se vio amenazado por el descenso por lo que contrató a Giovanni Hernández como principal atracción, y trajo de vuelta a Hayder Palacio (quien había jugado el último año en el Deportivo Cali) para el Torneo Apertura. En este torneo, Junior termina 12 con 24 puntos, quedando eliminado. En la Copa Colombia termina líder del grupo A con 20 puntos, uno más que el Unión Magdalena, clasificándose a la segunda fase. Martín Arzuaga volvió al equipo para el segundo semestre.
En el Torneo Finalización, Junior termina segundo con 31 puntos (dos menos que el líder Deportes Tolima) clasificando a los cuadrangulares semifinales después de dos años y medio. En los Cuadrangulares Semifinales, Junior quedó en el grupo B junto a América de Cali, Deportivo Pereira y Deportivo Cali, terminando tercero con 7 puntos y quedando eliminado del torneo. En la Copa Colombia Junior quedaría eliminado en segunda fase a manos de Envigado F.C al perder 1-0 en Envigado y ganar 3-2 en Barranquilla, clasificando Envigado F.C por mayor cantidad de goles de visitante. A final de año Martín Arzuaga sale del equipo.
Para el Torneo Apertura 2009 llegan Ricardo Ciciliano y Adrián Berbia como principales contrataciones. En este torneo, Junior termina segundo con 31 puntos (uno menos que el líder Deportes Tolima), clasificando a los cuadrangulares semifinales donde queda ubicado en el grupo B junto a Deportivo Cali, Envigado F. C. y Cúcuta Deportivo, terminando líder con 9 puntos (los mismos que el Deportivo Cali que se vio perjudicado al quedar Junior en mejor posición en la fase Todos contra Todos) clasificando a la final. En la final, Junior enfrenta a Once Caldas. Junior pierde los dos partidos 2-1 en Manizales y 1-3 en Barranquilla. Así, Junior conseguiría su sexto subcampeonato. Teófilo Gutiérrez es goleador del Torneo Apertura con 16 goles. Mientras, en Copa Colombia, Junior termina 2° del grupo A con 21 puntos (1 menos que el líder Atlético de la Sabana), clasificando a la segunda fase del torneo.
Para el Torneo Finalización, Junior contrató al experimentado volante Freddy ‘Totono’ Grisales. Junior termina sexto con 27 puntos (11 menos que el líder Independiente Medellín), clasificando a los cuadrangulares semifinales, donde después del sorteo queda ubicado en el grupo A junto a Independiente Medellín, Deportivo Pereira y Real Cartagena. Junior termina segundo con 9 puntos, 5 menos que el líder Independiente Medellín, quedando eliminado del torneo. Sin embargo, Junior consigue el tercer cupo colombiano a la Copa Libertadores al ser el equipo que más puntos logró en el año (76) superando por dos puntos al Deportes Tolima.
En la Copa Colombia, Junior enfrenta a Independiente Medellín, eliminándolo con un global de 3-2 (3-1 en Barranquilla y 1-0 en Medellín), clasificando a la tercera fase, donde enfrentaría al Deportes Quindío, empatando 0-0 en Armenia y 2-2 en Barranquilla. Desde los penales clasifica Junior a semifinales, donde enfrentaría a Deportivo Pasto, perdiendo ambos partidos 3-1 y 1-2 en Pasto y Barranquilla respectivamente, quedando eliminados. Carlos Bacca logra coronarse goleador de la Copa Colombia con 11 goles.
A pesar de haber logrado la clasificación a Copa Libertadores como equipo con más puntos cosechados durante 2009, el técnico Julio Comesaña es sustituido por Diego Edison Umaña. Al final del año sale del equipo Teófilo Gutiérrez (rumbo al Trabzonspor, club de fútbol turco, vendido como uno de los jugadores más caros en la historia del club) y se retira Dúmar Rueda, siendo estas las principales bajas del equipo para el siguiente torneo.

### 2010: Apertura, sexta estrella
Para 2010 llegan al equipo Paulo César Arango, Martín Arzuaga y el defensa panameño Román Torres como principales contrataciones. En la Copa Libertadores queda eliminado al perder la serie con Racing de Uruguay 4-2.
En el Torneo Apertura termina tercero del todos contra todos con 32 puntos, dos menos que el líder Deportes Tolima luego de una sufrida clasificación en el que se le dieron los resultados que necesitaba y venció 2-0 a Envigado F. C.. En la semifinal venció a Independiente Medellín. En la final enfrentó a Equidad venciendo 3-2 en la que se definió por un gol de carambola de Carlos Bacca faltando cuatro minutos para el final del encuentro. Junior así ganaba su sexto campeonato colombiano y clasifica a la Copa Libertadores. Carlos Bacca es goleador con 12 goles, los mismos de Carlos Rentería de La Equidad. Por la Copa Colombia, Junior logra terminar 2° del grupo A con 18 puntos, los mismos que el líder Real Cartagena, quien los superaba por diferencia de goles (5 contra 4), clasificando directamente a los octavos de final, a disputarse al siguiente semestre. Al final del campeonato salen el portero uruguayo Adrian Berbia, así como los delanteros Martín Arzuaga y Emerson Acuña.

### 2011: Finalización, séptima estrella
Para la Copa Libertadores 2011 se contratan jugadores con nombre como Sebastián Viera (procedente del fútbol griego), John Viáfara, José Amaya, Sherman Cárdenas, Sergio Otálvaro y Juan David Valencia, además del reciente goleador de la Primera B, Luis Páez. El equipo termina líder del grupo 2 con 13 puntos, 3 de ventaja sobre el escolta Gremio de Porto Alegre. En los octavos de final enfrenta a Jaguares de Chiapas, empatando 1 a 1 en Tuxtla Gutiérrez y 3 a 3 en Barranquilla, siendo eliminado por goles de visitante.

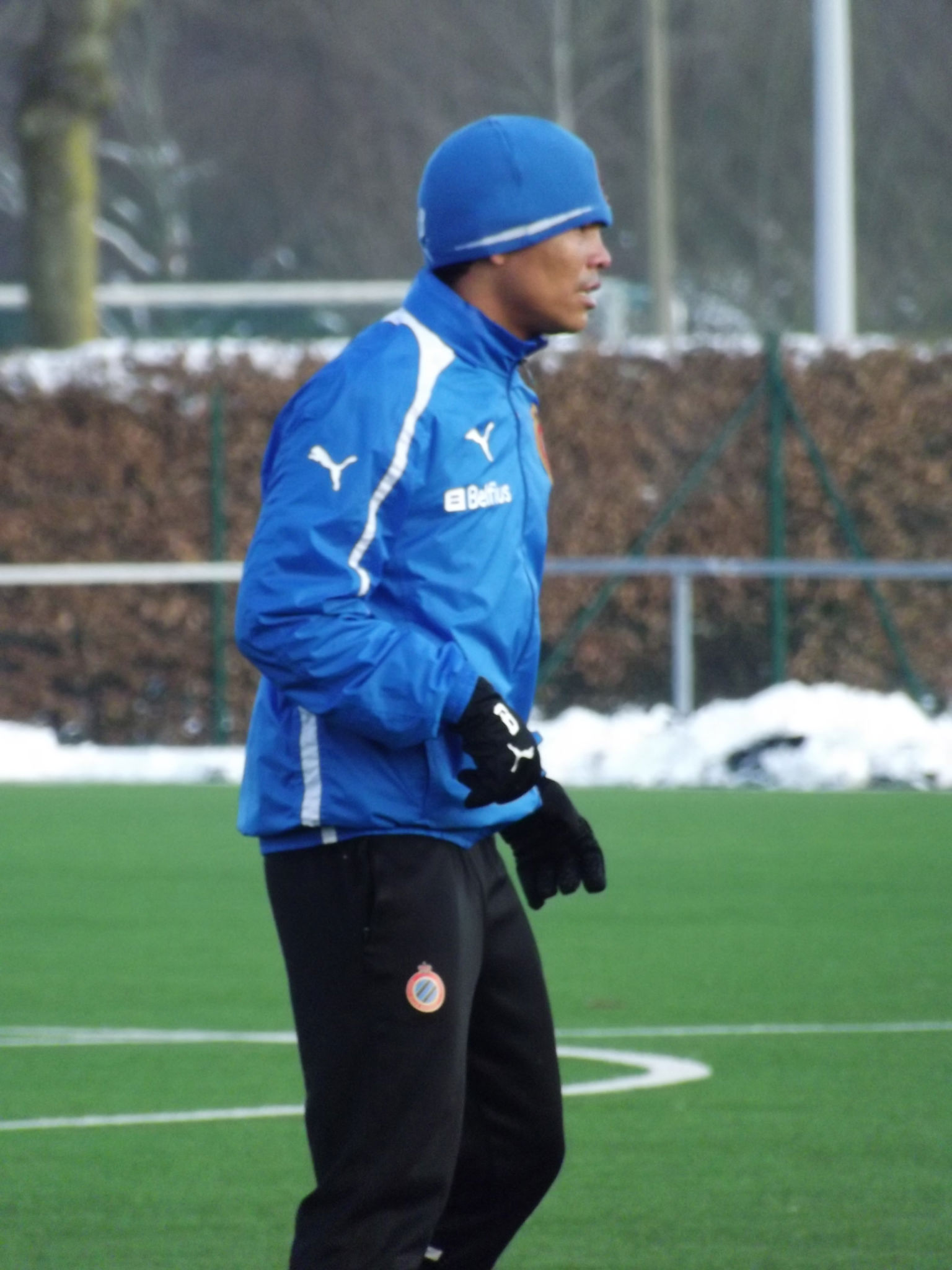
Carlos Bacca quedó goleador por segundo año consecutivo en 2011-II.

Antonio Char es sucesor de Arturo Char como presidente del club y en camino al Torneo Finalización 2011 se presenta a Cristian Mejía como principal contratación, procedente del fútbol uruguayo. Tan solo tres meses después de asumir la dirección técnica y las tres primeras fechas del campeonato, con una derrota (0-3), un empate (0-0) y una victoria (4-0), Jorge Luis Pinto dejaría esta y acepta una oferta para dirigir a la Selección Costa Rica. Su reemplazo fue José Eugenio ‘Cheché’ Hernández recomendado por el mismo Jorge Luis Pinto. El equipo termina de 1° en el todos contra todos, por primera vez en los torneos cortos, con 1 punto de ventaja sobre el escolta Itagüí Ditaires. Igual En los cuartos de final enfrenta a Boyacá Chicó en una polémica serie donde solo se jugaron 45 minutos en Tunja debido a la agresión a Alejandro Gallejo, un juez de línea que ya había tenido un antecedente en un partido entre Deportivo Pasto y Real Cartagena en el Torneo Finalización 2009 que perjudico al equipo nariñense y que en esa temporada descendió a la Categoría Primera B. El equipo ajedrezado Boyacá Chicó fue sancionado con la anulación del punto que conseguía hasta ese momento, siendo suficiente el empate 2-2 en Barranquilla (después de estar el partido 0-2 en contra de Junior) para lograr clasificar a las semifinales, donde enfrentará a Millonarios en una serie épica, en la cual Junior perdió 3-0 en Bogotá y remontó con el mismo marcador en Barranquilla, en un partido donde la afición se hizo sentir, definiendo la clasificación desde los penales. Junior se impuso 5-4. En la final enfrentaría a Once Caldas, ganando 3-2 en Barranquilla (después de remontar un 0-2) y perdiendo 2-1 en Manizales definiendo el título con un 2-4 en los penales, logrando su séptimo título colombiano y la clasificación a la Copa Libertadores 2012. Igualmente, Carlos Bacca logró el Botín de Oro por 2° año consecutivo al anotar 12 goles (2 más que sus perseguidores Germán Cano del Pereira, Lionard Pajoy del Itagüí y su hermano John Pajoy del Once Caldas).

### 2015: Campeón de la Copa Colombia
Junior tuvo una participación destacada en la Copa Colombia 2015 quedando primero en su grupo con 9 puntos, por delante del Real Cartagena, Barranquilla FC, Uniautonoma FC. Junior clasifica a los octavos de final, enfrentándose con Atlético Nacional; perdió 1-0 en la ida con gol de Jonathan Copete, pero clasificó a los cuartos de final, ganando 2-0 en la vuelta gracias a la buena actuación de Jarlan Barrera y Roberto Ovelar. Por cuartos de final, se enfrentó al Deportes Tolima; logrando una victoria 2-1 como local en el estadio Metropolitano y consiguiendo en el estadio de Techo en Bogotá un sufrido empate 1-1, logrando clasificar a semifinales. En la instancia semifinal, se ve la cara con el Independiente Medellín, ganando 2-1 en el estadio Metropolitano; en el juego de vuelta en el estadio Atanasio Girardot, pierde 2-1, obligando a ir a la tanda de los penaltis luego de forzarlos con un gol de media distancia del mediocampista Jarlan Barrera; ese día, el equipo clasifica a la gran final ganando 1(4)-1(5).
En la gran final se enfrenta con el equipo capitalino, Santa Fe, logrando un resultado importante de 2-0 en el estadio Metropolitano con goles de Juan David Pérez y Jorge Aguirre, que lo llevaba cómodo pero no confiado a la vuelta en el Estadio el Campín. En el juego de vuelta, Independiente Santa Fe ganó 1-0, pero Junior se consagró campeón por haber ganado 2-1 en el global de la serie, logrando así, su primer título de Copa Colombia (oficialmente y por motivos de patrocinio, Copa Águila 2015).

### 2017: Campeón de la Copa Colombia
Empezó su camino a la final en el Grupo A donde se enfrentaría a Real Cartagena, Barranquilla Fútbol Club y Jaguares de Córdoba, Jaguares siendo el único equipo de primera división de año transcurrido. Ganó 4 partidos, empató 1 contra Barranquilla y perdió 1 contra Real Cartagena en casa (siendo la única derrota de Junior en toda la copa), dejando un invicto completo como visitante. Junior postergó su clasificación a la siguiente fase hasta el 28 de junio, siendo el primer partido del segundo semestre debido a que el partido de la fecha 4 fue aplazado por temas de calendario contra jaguares, equipo que también se jugaba la clasificación de manera de local en el Estadio Armando Tuirán Paternina de Sahagún, con un único gol de James Sánchez a pase de Jarlan Barrera al inicio del segundo tiempo y quien después saldría James Sánchez para darle paso al debut de Marlon Piedrahíta.
Junior se enfrentó a Once Caldas en octavos de final donde ganaría ambos partidos, la ida de manera de visitante en Manizales con un solitario gol de Roberto Ovelar, y la vuelta en casa una goleada 3 a 0 donde repetiría gol de una manera casi calcada Roberto Ovelar, sellarían la victoria Jarlan Barrera quien fue la figura del partido y David Murillo. En cuartos de final de vería una vez más en otra serie de eliminación directa con Millonarios, una serie cerrada que se definiría en el último partido en Barranquilla con un gol de penal de Jarlan Barrera provocado por Luis Díaz, clasificando al equipo por cuarta vez consecutiva a una semifinal de copa, siendo esto un récord.
Con una seguidilla de partidos, entre Liga y Copa Sudamericana, Junior utilizaba una nómina mixta para visitar al Patriotas Boyacá, partido que terminaría empatado 1 a 1 con un gol de Sebastián Hernández luego del rebote de un penal desperdiciado por Jarlan Barrera, y otra vez provocado por Luis Díaz. En casa los jugadores Yimmi Chará y Teófilo Gutiérrez después de haber clasificado con la Selección Colombia a la Copa Mundial de Fútbol de 2018 un día antes en Perú, se unen a la concentración del equipo y actúan los 90 minutos del partido donde un único gol de Roberto Ovelar, después de una jugada fabricada entre los ya mencionados, Teo y Chará, dándole el pase a Junior a su tercera final consecutiva.
Junior se corona campeón por segunda vez en su historia de la Copa Colombia, en la que venció al Independiente Medellín, empatando 1-1 en Medellín después de irse al descanso perdiendo con un gol de Jarlan Barrera y ganando 2-0 en Barranquilla con un gol otra vez de Jarlan Barrera a pase de Teófilo Gutiérrez, y sellaría el título con un gol de Teo después de un pase de Yimmi Chará al minuto 88.

### 2018: Finalización, octava estrella y subcampeonato de la Copa Sudamericana
El 16 de diciembre Junior alcanzaría su octava estrella ante Independiente Medellín, luego de ganar por un amplio marcador de 4-1 en el juego de ida disputado en el Metropolitano Roberto Meléndez de Barranquilla. El partido de vuelta en el Atanasio Girardot quedaría 3-1 a favor del equipo paisa pero sería suficiente para ganar la serie.
En la Copa Sudamericana Junior haría un buen papel llegando, por primera vez en su historia, hasta la final del torneo ante el Atlético Paranaense de Brasil. Tanto el partido de ida como el de vuelta quedarían empatados 1-1 (global de 2-2), por lo cual la serie se tendría que definir desde el punto penal. Sin embargo, Junior caería 4-3 en los penales, dejando escapar la posibilidad de conseguir su primer título oficial a nivel continental.

### 2019: El primer título de Superliga
Se enfrentaba con Deportes Tolima el 23 y 27 de enero por haber quedado campeón el segundo semestre de 2018. El partido de ida se jugó en el Metropolitano de Barranquilla, por motivos de la Tabla de reclasificación 2018, en los primeros minutos Luis Díaz abrió el marcador para el equipo Currambero, pero después el equipo visitante remontó el marcador con un doblete de Marco Pérez para que en el partido de ida se fuera con ventaja a Ibagué el equipo Tolimense.
El 27 de enero en el partido de vuelta el cuadro Tiburón empató la serie en la ciudad de Ibagué con gol de Luis Carlos Ruíz a los últimos minutos del partido. El global del partido entre Tiburones y Tolimenses se puso 2-2 y el partido indicaban que se iban a penales, lo que sufrió mucho el cuadro Tiburón en 2018. Sebastián Hernández, Víctor Cantillo y Rafael Pérez concretaron los penales penal para Tu Papá, mientras Sebastián Viera no dejó que Sergio Mosquera, Carlos Robles y Yeison Gordillo metieran el penal para el conjunto local. El cuadro visitante se coronó campeón por primera vez de este certamen, tras perderlo en 2012 contra Nacional, dándose a ser el Supercampeón de Colombia.

### 2019: Apertura, novena estrella (bicampeonato)
Luego de la destitución del técnico colombiano Luis Fernando Suárez en mitad de semestre, vuelve a dirigir el cuadro tiburón el técnico uruguayo Julio Comesaña. El 8 de junio se mide ante el Deportivo Pasto en la final de la Liga Águila; se juega el partido de ida en la ciudad de Barranquilla con un resultado 1-0 en favor del Junior, el partido de vuelta se juega en la ciudad de Bogotá en el estadio El Campín debido a remodelaciones en el Estadio Departamental Libertad de Pasto y a la poca seguridad que brindaba el Estadio municipal de Ipiales, el marcador final fue 1-0 en favor del Deportivo Pasto forzando la definición desde el punto penal con un resultado final de 5-4 en favor del cuadro atlanticense, consiguiendo así su noveno título de liga y su primer Bicampeonato.
En el torneo finalización 2019 Junior jugó su tercera final consecutiva, pero América de Cali frenó su racha ganadora de títulos, perdiendo la oportunidad de ser el segundo tricampeón de torneos cortos.

### 2020: El segundo título de Superliga
Junior se enfrentaba al América de Cali los días 8 y 11 de septiembre como campeón vigente del Torneo Apertura. Debido a la Pandemia del COVID-19 ambos encuentros se jugarían a puerta cerrada, y serían los primeros partidos de ambos equipos en seis meses en el marco de la reanudación del fútbol colombiano. El encuentro de ida disputado en el Estadio Romelio Martínez (debido a que el Estadio Metropolitano se encontraba en medio de remodelaciones) lo empezó ganando Junior con un gol tempranero de penal de Miguel Borja. A pesar de adelantarse en el marcador, al minuto 23 el defensa Germán Mera fue expulsado y el equipo tiburón jugó con uno menos el resto del partido. En los últimos diez minutos del encuentro el América de Cali le supo dar vuelta al marcador por medio de un autogol de Gabriel Fuentes y un remate de Duván Vergara. Pese a perder el partido de ida de local, en el partido de vuelta Junior logró una importante victoria de visitante por 2-0 en el Pascual Guerrero con goles de Fredy Hinestroza y Carmelo Valencia, logrando así su segundo título de Superliga.

### 2023: Finalización, décima estrella
Junior sorprendió en la fecha 18 de la Liga BetPlay Dimayor 2023-II al ganarle 1-0 al Once Caldas. Desde allí, se metió a los Cuadrangulares semifinales quedando en el sexto puesto de la fase todos contra todos. 
A partir de sorteo quedó en el grupo A conformado con Deportivo Cali, Deportes Tolima y Águilas Doradas, donde finalizó primero. Jugaría la final contra el Independiente Medellín. El primer juego lo ganaría 3-2 en el Estadio Metropolitano Roberto Meléndez de Barranquilla. En la vuelta, disputada en el Estadio Atanasio Girardot de Medellín, perdió 2-1. Finalmente, se impondrían en la tanda de penales (3-5) y se coronaría campeón por décima ocasión.

## Símbolos

### Escudo
El escudo del equipo es de forma suiza en proporción de 6 de ancho por 8 de alto, dividido en dos franjas horizontales. La franja inferior está dividida en 9 barras verticales de gules y plata de igual ancho, alternadas, comenzando y terminando con gules. En la parte superior figura otra franja horizontal en azul oscuro, en la que se ubican las estrellas de cinco puntas (en plata) que simbolizan cada uno de los campeonatos colombianos obtenidos.
El escudo tiene debajo de la franja superior azul, superpuesta a las barras verticales gules y plata, una franja horizontal azul que dice JUNIOR.

### Bandera
La bandera del Junior está compuesta por nueve franjas horizontales, cinco rojas y cuatro blancas alternadas, siendo la superior y la inferior rojas. Superpuesto sobre las franjas figura un triángulo equilátero azul, uno de cuyos lados forma el extremo de la bandera junto al asta. Este triángulo, por el lado vertical, abarca toda la anchura de la bandera. Sobre el triángulo van superpuestas 10 estrellas blancas de cinco puntas que simbolizan cada uno de los campeonatos colombianos obtenidos.

Tiburón Willy

### Mascota
La mascota del Junior es un tiburón como los que habitan en Bocas de Ceniza, representa la región costera del mar Caribe colombiano y viste el uniforme del equipo rojiblanco. Su origen fue un disfraz improvisado de un hincha llamado Oscar Borrás e inspiró al equipo llamarse los Tiburones. A partir del año 2000 se oficializó la mascota y el hincha portador Willy Evaristo De la Hoz Martínez dio el nombre al tiburón, ahora conocido como Willy.

## Indumentaria
|  | Para más detalles, consultar Historia del uniforme del Junior de Barranquilla |

Desde 1904, cuando ingenieros ingleses construían el ferrocarril entre Salgar, Puerto Colombia y Barranquilla, la vestimenta de quienes conformaron los equipos eran de color rojo y blanco a rayas verticales y pantaloneta azul, colores alusivos a los de la bandera inglesa.
El uniforme blanco con pantaloneta y medias azules se usó por primera vez el 12 de octubre de 1924 en su primer partido, no poseía ningún logotipo o insignia, a partir de 1926 toma definitivamente la camiseta a bastones rojos y blancos, pantaloneta blanca y medias azules, en 1929 con motivo de su ascenso a la primera categoría de la Liga de Futbol del Atlántico usa ocasionalmente la primigenia camiseta blanca y luce su primera insignia o escudo oficial, una gran "J" de color rojo en el pecho, para honrar sus colores fundacionales (rojo, blanco y azul) y diferenciarse totalmente del Juventud de los salesianos de San Roque, equipo con el cual por nombre y vestimenta (camiseta blanca "J" negra en el pecho, pantaloneta y medias negras) usualmente era relacionado, sin existir tal conexión de por medio.
Desde su adopción, la casaca rojiblanca a rayas ha sido el principal icono del club, encontrándose en diversos estilos y formas.
La bandera de la cruz de color roja con fondo blanco ondeando en los mástiles de los barcos atracados en Puerto Colombia, inspiró el uniforme del Juventud. Micaela Lavalle decidió los colores del equipo, ella costeaba todo.
| Primer uniforme | Evolución (ver aquí) | Uniforme actual |

## Infraestructura

### Estadio
|  | Para más detalles, consultar Estadio Metropolitano Roberto Meléndez |

#### 1926-1936
El equipo disputó el primer partido de su historia en la plaza Siete de Abril (actual parque Almendra Tropical), y tras su admisión en la Liga de Fútbol del Atlántico en 1926, empezó a utilizar el estadio Moderno Julio Torres ubicado en el barrio Montes (calle 30 con carrera 24), que contaba con capacidad para 1000 espectadores.

#### 1936-1986
En 1936, Junior se trasladó al recién levantado estadio Municipal, posteriormente bautizado «Romelio Martínez», construido con motivo de los Juegos Atléticos Nacionales de 1935 y con capacidad de 10 000 espectadores. Desde la llegada del fútbol profesional a Barranquilla en 1948 se hizo imperiosa la necesidad de ampliar el Romelio Martínez para albergar a la hinchada que rebasaba la capacidad del escenario. A principios de la década de 1970 se proyectó la ampliación del estadio con la construcción de nuevas graderías para el escenario deportivo, necesidad que había quedado de manifiesto tras el retorno de Junior al campeonato de fútbol colombiano en 1966. Sin embargo, un error arquitectónico obligaba a reducir una importante vía aledaña para ampliar una gradería, por lo que finalmente se decidió demoler la tribuna aún inconclusa. Debido a la fracasada ampliación del Romelio Martínez, a estudios que mostraron la imposibilidad de realizar una adecuada ampliación a dicho escenario, y a la consecución por parte de Colombia de la sede del Mundial 1986, se decidió construir el estadio Metropolitano Roberto Meléndez.

#### 1986-actualidad
La construcción del estadio Metropolitano Roberto Meléndez tardó 7 años (1979-1986) y costó 1 500 millones de pesos colombianos. Fue inaugurado el 11 de mayo de 1986 con el juego Junior-Uruguay, que terminó con marcador 1–2 a favor de la selección austral. Posteriormente, Junior se enfrentó a la Selección Argentina de Diego Armando Maradona y a Dinamarca.
En 1993 Junior y América de Cali disputaron la última fecha del cuadrangular final de ese año. El registro oficial indica 65.000 personas en el estadio Metropolitano.

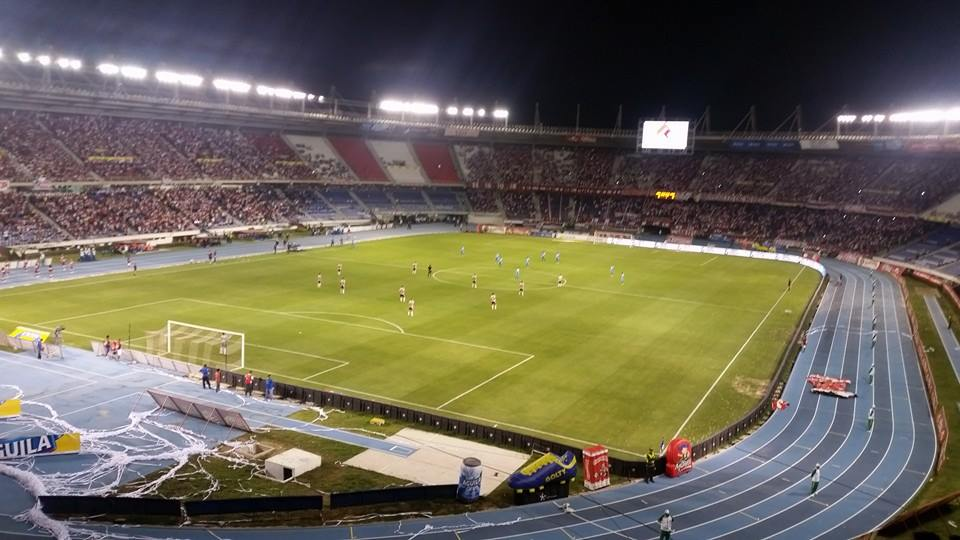
Estadio Metropolitano después de la remodelación para el Mundial Sub-20 de 2011.

Con motivo del Mundial Sub-20 de 2011 se llevó a cabo una renovación total con un presupuesto de 22 500 millones de pesos. Como resultado, se instaló silletería a todo el estadio (la de las tribunas norte y sur sin espaldar), dos pantallas gigantes ubicadas en las tribunas norte y sur, reparación de la pista atlética (entregada en 2014), un nuevo parqueadero detrás de la tribuna norte, nuevas luminarias, camerinos para recogebolas, restauración de la estructura general, sistema de cámaras de seguridad y se renovó el sistema eléctrico y de comunicaciones, entre otras mejoras. Albergó 5 partidos, 4 del grupo E y 1 de octavos de final. Fue la sede de la Selección de Brasil U-20 que disputó 4 de los 5 partidos, los 3 de la fase de grupos y 1 de octavos de final.

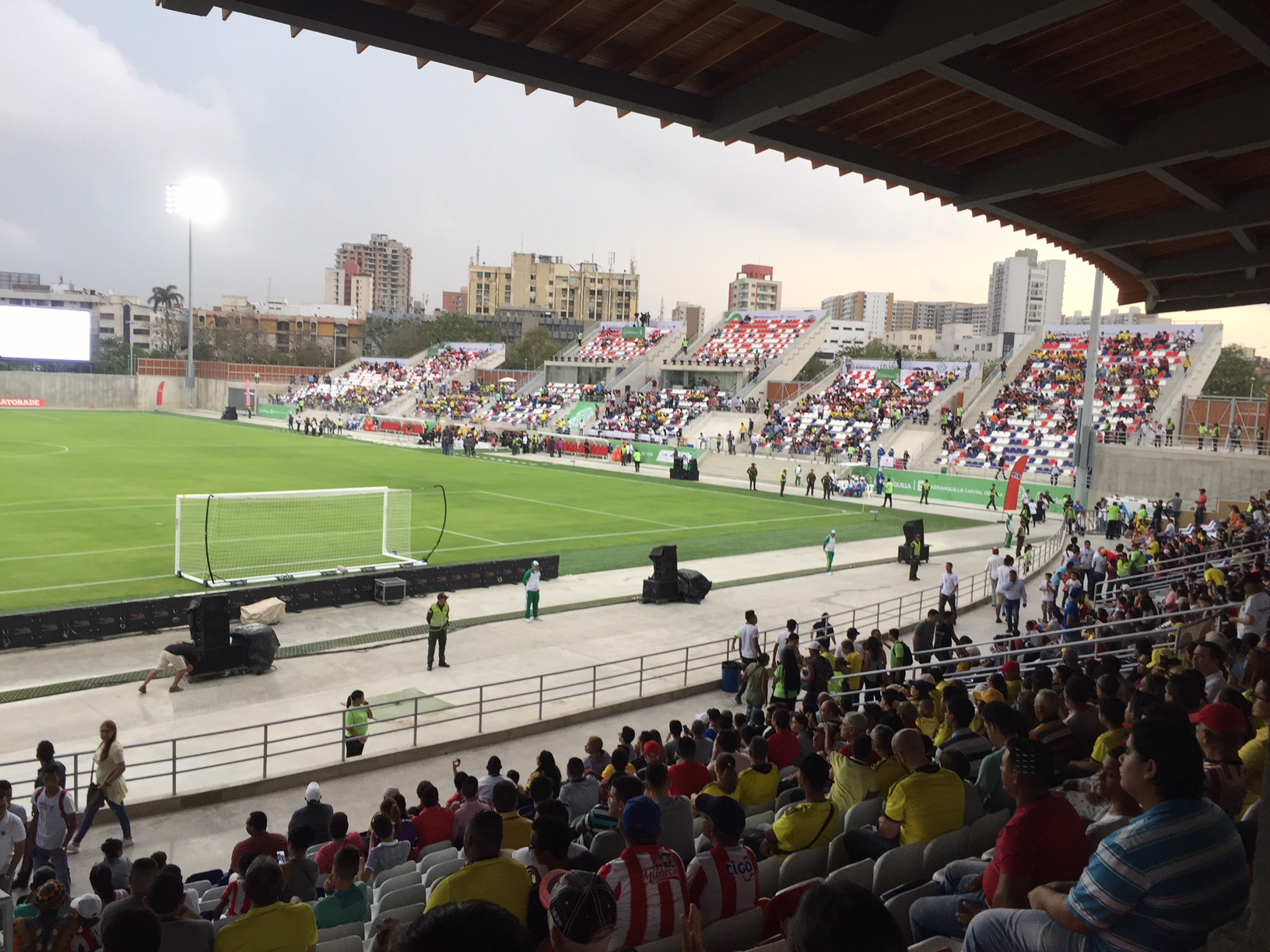
Estadio Romelio Martínez luego de la remodelación para los Juegos Centroamericanos y del Caribe 2018.

Luego de la remodelación del Estadio Romelio Martínez en 2018, Junior volvió a hacer uso de este en partidos oficiales de Liga de poca asistencia, y más recurrentemente para jugar partidos de pretemporada y entrenamientos. Actualmente el estadio cuenta con la capacidad para 8.600 espectadores y se utiliza para partidos del equipo Barranquilla Fútbol Club de la Categoría Primera B y del Junior Femenino.
En 2018 el Estadio Metropolitano fue adecuado para poder contar con el VAR en los cuartos de final, semifinales y finales de la Copa Sudamericana. En la final del Torneo Finalización en el segundo semestre de 2019 fue sede del primer partido con VAR en la historia de Colombia y su Liga; y a partir del Torneo Apertura del primer semestre 2020, es utilizado en fase regular.

### Instalaciones

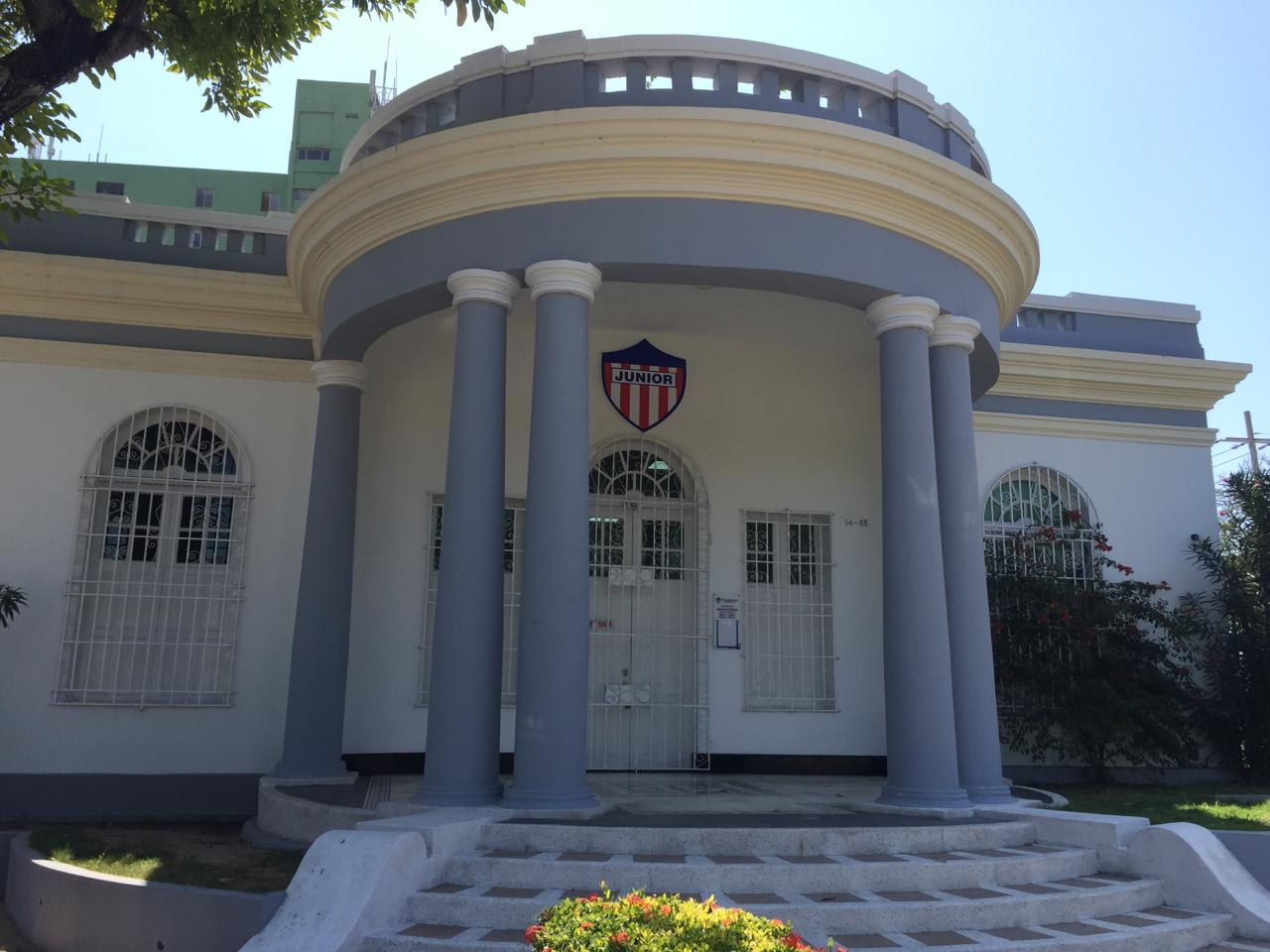
Sede administrativa carrera 54

- Sede deportiva Adelita de Char: En esta sede se realizan los entrenamientos del plantel profesional de fútbol y de los equipos de las divisiones inferiores, ubicada al norte de la ciudad de Barranquilla, en jurisdicción de Sabanilla cerca de una de las intersecciones viales más importantes que comunican a toda el Área Metropolitana, con el resto del departamento. En su interior se encuentra dotada con todo lo indispensable para el desarrollo de las actividades deportivas del club: canchas de fútbol reglamentarias, gimnasio, piscina para niños y adultos, sala de masajes terapéuticos y adelgazantes, baños, sauna, restaurante, parqueaderos, salones con silletería y mesas.[86]

- Sede deportiva Bomboná: Ubicada en jurisdicción del municipio de Malambo en el Área Metropolitana. Es la sede deportiva para el trabajo de sus divisiones menores y del Barranquilla F.C. Este complejo, se divide en dos partes: una tiene que ver con nueve habitaciones con capacidad para 27 futbolistas, y la segunda; un gimnasio con aire acondicionado, vestuarios para deportistas y entrenadores, cabinas médicas, oficinas, sala de reuniones y salón de televisión.[87]

- Sede administrativa: El club cuenta con 2 sedes administrativas, la principal casa rojiblanca se encuentra ubicada en el barrio El Prado, construcción republicana de principios del siglo XX, de estilo ecléctico, con decorados neoclásicos y referencias afrancesadas. En la sede administrativa de Junior se juegan los partidos de escritorio, contabilidad, planes de mercadeo, comunicaciones y logística.[88] La segunda sede, como es llamada la antigua sede, está ubicada en el norte de Barranquilla, se manejan temas administrativos, de logística y de boletería.

## Datos del club
- Puesto histórico: 7.º[89]
- Temporadas en 1.ª: 87 (1948, 1950-1953, 1966 - Presente).
- Temporadas ausente de 1.ª : 13 (1949, 1954-1965).
- Mejor puesto en la liga:
  - Primera A: 1.º (1977, 1980, 1993, 1995, 2004-II, 2010-I, 2011-II, 2018-II,[90] 2019-I, 2023-II).
- Peor puesto en la liga:
  - Primera A: 17.º (2002-II).
- Mayor invicto en liga: 18 partidos (1980).
- Mayor invicto de local en liga: 48 partidos, desde el 27 de noviembre de 1975 hasta el 31 de octubre de 1977 (Récord en el fútbol profesional colombiano).
- Mayor número de goles en un campeonato (Torneo largo): 114 (1968).
- Menor número de goles en un campeonato (Torneo largo): 34 (1990).
- Mayor número de goles en un campeonato (Torneo corto): 43 (2009-I).
- Menor número de goles en un campeonato (Torneo corto): 17 (2007-II).
- Mayores goleadas conseguidas:
  - En campeonatos nacionales:
    - 8-1 al Atlético Bucaramanga el 22 de junio de 1983.[91]
    - 8-3 al Independiente Medellín el 31 de octubre de 1948.[92]
    - 7-1 al Unión Madgalena el 9 de septiembre de 2023.
    - 7-0 al Deportes Quindío el 18 de abril de 1982.
    - 6-0 al Once Deportivo el 14 de noviembre de 1948.
    - 6-0 al Cúcuta Deportivo el 9 de octubre de 1985.
    - 6-0 al Valledupar F. C. el 6 de marzo de 2013 (Por Copa Colombia).[93]
    - 6-0 al Boyacá Chicó el 22 de noviembre de 2015.[94]

  - En torneos internacionales:
    - 6-0 al Marítimo en la Copa Conmebol 1992.[95]
    - 5-0 al Melgar en la Copa Sudamericana 2015.[96]
    - 5-1 al Guabirá en la Copa Libertadores 1996.[95]
    - 4-0 al Vélez Sarsfield en la Copa Libertadores 2001.[97]

  - Con clásicos rivales
    - 7-1 con Unión Magdalena el 9 de septiembre de 2023.
- Mayores goleadas en contra:
  - En campeonatos nacionales:
    - 7-2 con Once Caldas el 23 de noviembre de 1980.
    - 5-0 con Equidad el 11 de noviembre de 2007.[98]
    - 0-4 con Atlético Nacional el 9 de junio de 2004 y 17 de octubre de 2015.[99][100]

  - En torneos internacionales:
    - 5-0 con Rosario Central en la Copa Libertadores 1981.
- Mayor cantidad de partidos ganados en un torneo largo: 30 victorias en 54 partidos (1968).
- Menor cantidad de partidos ganados en un torneo largo: 6 victorias en 40 partidos (1990).
- Peor racha de partidos consecutivos sin ganar: 22 (del 27 de junio al 31 de octubre de 1971).[101]
- Entrenador con más tiempo en el cargo: Julio Comesaña (1992-1994).
- Entrenador con más victorias: Julio Comesaña con 272.
- Entrenador con más títulos: Julio Comesaña con 5 títulos. Tres Ligas (1993, 2018-II, 2019-I), una Copa Colombia (2017) y una Superliga (2020).
- Jugador con más títulos: Sebastián Viera[102] con 7 títulos. Tres Ligas (2011-II, 2018-II, 2019-I), dos de Copa Colombia (2015 y 2017) y dos Superligas (2019 y 2020).
- Jugador con más partidos disputados: Sebastián Viera con 638 partidos.[103]
- Veces en que se consagraron como goleadores sus jugadores: 11 veces.
- Jugador que más veces terminó goleador de un torneo colombiano: Iván René Valenciano, 3 veces.
- Jugador que más veces terminó goleador en la Copa Colombia: Carlos Bacca, 2 veces.
- Máximo goleador: Iván René Valenciano con 166 goles.[104]
- Máximo goleador en un torneo largo: Iván René Valenciano (36 goles).
- Máximo goleador en un torneo corto: Carlos Bacca (18 goles).
- Jugador con más goles en un partido de torneos cortos: Luis Carlos Ruiz (4 goles al Itagüí en el Torneo Finalización 2013).
- Primer arquero en marcar un gol de tiro libre: Sebastián Viera frente a Millonarios en el partido de cuartos de final 2016-I.[105]

### Récords
- 1975: Racha de 48 juegos sin caer como local, siendo este el récord en el FPC. Solo hasta 1977 volvieron a perder.

- 1985: Roberto Gasparini, con la rojiblanca, marcó 3 tantos de tiro libre en un mismo juego. Se los hizo a Millonarios.

- 1993: Junior y América de Cali disputaban la última fecha del cuadrangular final de ese año. El registro oficial indica 65 000 personas en el estadio Metropolitano, récord en Colombia.

- 1995: En los dos torneos de Primera división que se disputaron ese año, Iván René Valenciano marcó 60 goles para el equipo costeño. Ningún otro futbolista, en ningún otro club, ha hecho tantos goles en dos torneos que arrancaron el mismo año.

- 2011: Los ‘Tiburones’ se convirtieron en el único club capaz de dar la vuelta olímpica en los cinco escenarios más importantes del país; El Campín, El Pascual Guerrero, El Metropolitano, El Atanasio Girardot y El Palogrande.[106]

- 2015: El gol con más toques consecutivos para un club colombiano en la historia: 38 toques de forma consecutiva, frente al Melgar, en la Copa Sudamericana 2015.[107]

- 2017: Junior se convierte en el primer equipo en clasificar 4 veces seguidas a semifinales y 3 veces seguidas a la final de Copa Colombia.

### Gráfico de la evolución histórica
- En 1949 es requerido por la Adefútbol para participar representando a la Selección Colombia en el Torneo Suramericano de Río de Janeiro, Brasil, por lo que no participa en el Campeonato colombiano 1949.

## Participaciones internacionales
| Competencia                       | Edición |
| --------------------------------- | --- |
| Copa Libertadores de América (18) | 1971, 1978, 1981, 1984, 1994, 1996, 2000, 2001, 2005, 2010, 2011, 2012, 2017, 2018, 2019, 2020, 2021, 2024. |
| Copa Sudamericana (10)            | 2004, 2015, 2016, 2017, 2018, 2020, 2021, 2022, 2023, 2025.                                                 |
| Copa Conmebol (1)                 | 1992. |

## Jugadores

### Plantilla 2025-II
- Los equipos colombianos están limitados a tener en la plantilla un máximo de cuatro jugadores extranjeros. La lista incluye sólo la principal nacionalidad o nacionalidad deportiva de cada jugador.
- Para la temporada 2022 la Dimayor autorizó la inscripción de treinta y cinco (35) jugadores a los clubes que tienen competencia internacional,[108] de los cuales cinco (5) deben ser categoría Sub-23.[109]

### Altas y bajas 2025-II
| Altas              | Altas          | Altas                | Altas          |
| Jugador / CT       | Posición       | Procedencia          | Tipo           |
| ------------------ | -------------- | -------------------- | -------------- |
| Alfredo Arias(DT)  | Entrenador     | Deportivo Cali       | Libre          |
| Mauro Silveira     | Guardameta     | Montevideo Wanderers | Traspaso       |
| Lucas Monzón       | Defensa        | Racing               | Cesión.        |
| Yeison Suárez      | Defensa        | Deportivo Pereira    | Cesión.        |
| Guillermo Celis    | Centrocampista | Águilas Doradas      | Libre.         |
| Jesús Rivas        | Centrocampista | Águilas Doradas      | Libre.         |
| Diego Mendoza      | Centrocampista | Alianza Valledupar   | Fin de cesión. |
| John Fredy Salazar | Centrocampista | Águilas Doradas      | Libre.         |

| Bajas           | Bajas          | Bajas             | Bajas                   |
| Jugador / CT    | Posición       | Destino           | Tipo                    |
| --------------- | -------------- | ----------------- | ----------------------- |
| Santiago Mele   | Guardameta     | CF Monterrey      | Traspaso                |
| César Farías    | Entrenador     | Bandera de ?      | Rescisión del contrato. |
| Jhon Lerma      | Defensa        | Unión Magdalena   | Fin de cesión.          |
| Howell Mena     | Defensa        | Club Llaneros     | Cesión.                 |
| Jose Caicedo    | Defensa        | Barranquilla FC   | Cesión.                 |
| Andres Colorado | Centrocampista | Deportivo Cali    | Fin de cesión           |
| Jhon Vélez      | Centrocampista | Barranquilla FC   | Cesión.                 |
| Yani Quintero   | Centrocampista | Deportivo Cali    | Fin de cesión           |
| Carlos Cantillo | Centrocampista | Barranquilla FC   | Cesión.                 |
| Luis González   | Centrocampista | Deportivo Táchira | Fin de contrato.        |
| Jordan Barrera  | Centrocampista | Botafogo          | Traspaso.               |
| Miller Bacca    | Delantero      | Barranquilla FC   | Cesión.                 |
| Marco Pérez     | Delantero      | Deportivo Pereira | Rescisión de contrato.  |

### Jugadores cedidos
Jugadores que son propiedad del equipo y son prestados para actuar con otro conjunto, algunos con opción de compra.
| Cesiones        | Cesiones       | Cesiones        | Cesiones      |
| Jugador         | Posición       | Cedido a        | Hasta         |
| --------------- | -------------- | --------------- | ------------- |
| Jhon Vélez      | Centrocampista | Barranquilla FC | Junio de 2026 |
| Carlos Cantillo | Centrocampista | Barranquilla FC | Junio de 2026 |

### Jugadores cedidos en el club
Jugadores que son propiedad de otro equipo y están prestados en el club, algunos con opción de compra.
| Cedidos         | Cedidos   | Cedidos         | Cedidos           |
| Jugador         | Posición  | Cedido desde    | Hasta             |
| --------------- | --------- | --------------- | ----------------- |
| Jermein Peña    | Defensa   | Unión Magdalena | Diciembre 2025    |
| Guillermo Paiva | Delantero | Club Olimpia    | Diciembre de 2025 |

### Jugadores en selecciones nacionales
Nota: en negrita jugadores parte de la última convocatoria en sus respectivas selecciones.
| País     | Categoría | Jugador(es)                                                 |
| -------- | --------- | ----------------------------------------------------------- |
| Colombia | Absoluta  | Yimmi Chará, Carlos Bacca, Didier Moreno, Teófilo Gutiérrez |
| Colombia | Sub-20    | Jordan Barrera                                              |
| Colombia | Sub-16    | Miguel Agámez                                               |

## Entrenadores
El primer técnico en dirigir a Junior a nivel profesional fue Roberto Meléndez, en 1948 logró en la primera liga oficial de Colombia el subcampeonato.

“Hasta la llegada de Varacka aquí Junior jugaba bonito, pero nunca ganaba nada y Varacka nos enseñó a ganar.”
Julio Avelino Comesaña (2014).

## Presidentes
Fuad Char – primer presidente campeón
Fuad Char asume la presidencia del Junior en el año 1977 y rompe de cuajo con la escuela brasilera para incursionar con la argentina, con el objetivo de buscar la tan anhelada primera estrella. Los brasileros eran juego bonito, pero al final nada de títulos. La primera contratación fue al técnico José Varacka y trae a Juan Ramón “La Bruja” Verón, Eduardo Solari, Juan Carlos Delménico, Julio Comesaña y César “Caballo” Lorea, complementado con los jugadores Dulio Miranda, Gabriel Berdugo, Oscar Bolaño, Jesús “Toto” Rubio, Rafael Reyes y Alfredo Arango.

“Se logró armar un grupo humano muy profesional. Tenían mucha mística y excelente jugadores que dieron el todo para lograr la primera estrella en la historia del Junior en el fútbol profesional. Para mí fue un honor ser campeón en mi presidencia. Fue algo inolvidable, yo estuve en el banco técnico porque siempre acostumbré a estar allí. Derrotamos al Santa Fe en Bogotá 3-1. Recuerdo que Barranquilla nos recibió como héroes. Como si hubiéramos ganado la tercera guerra mundial”.
Fuad Char.

Cronología
| Presidente              | Período   |
| ----------------------- | --------- |
| Ernesto Álvarez Correa  | 1948-1949 |
| Mario Abello            | 1950      |
| Ernesto McCausland      | 1951      |
| Ernesto Álvarez Correa  | 1952      |
| Jorge Garcés            | 1953      |
| Arturo Fernández        | 1966-1970 |
| Alberto Juan Pumarejo   | 1971-1976 |
| Fuad Char               | 1977-1981 |
| Orlando Víctor Daccaret | 1982      |
| Fuad Char               | 1983      |
| William Scaff           | 1984-1985 |
| Alberto Mario Pumarejo  | 1986-1987 |
| Fuad Char               | 1988      |
| Hernan Yunis Pérez      | 1989-1990 |
| Antonio Char            | 1991-1993 |
| Pedro Salcedo           | 1994-1996 |
| Ramón Jesurún           | 1996-1997 |
| Antonio Char            | 1998      |
| Juan B. Fernández       | 1999-2000 |

| Presidente             | Período    |
| ---------------------- | ---------- |
| Antonio Char           | 2001       |
| Hernan Yunis Pérez     | 2002       |
| Arturo Char            | 2003-2004  |
| Antonio Char           | 2004-2007  |
| Alejandro Arteta       | 2008-2010  |
| Antonio Char           | 2010-2013  |
| Alejandro Arteta       | 2013-2014  |
| Fuad Char              | 2014-2015  |
| Alfredo González Rubio | 2015-2016  |
| Antonio Char           | 2017-2020  |
| Alejandro Arteta       | 2020-2024  |
| Antonio Char           | 2025-pres. |

## Palmarés
Era profesional (14)
Títulos oficiales (14)
En negrita las competiciones vigentes en la actualidad.
| Competición nacional        | Títulos                                                                     | Subcampeonatos                                                            |
| --------------------------- | --------------------------------------------------------------------------- | ------------------------------------------------------------------------- |
| Categoría Primera A (10/10) | 1977, 1980, 1993, 1995, 2004-II, 2010-I, 2011-II, 2018-II, 2019-I, 2023-II. | 1948, 1970, 1983, 2000, 2003-I, 2009-I, 2014-I, 2015-II, 2016-I, 2019-II. |
| Copa Colombia (2/2)         | 2015, 2017.                                                                 | 2016, 2022.                                                               |
| Superliga de Colombia (2/2) | 2019, 2020.                                                                 | 2012, 2024.                                                               |

| Competición internacional | Títulos | Subcampeonatos |
| ------------------------- | ------- | -------------- |
| Copa Sudamericana (0/1)   |         | 2018.          |

Era amateur (3)

| Competición regional               | Títulos | Subcampeonatos |
| ---------------------------------- | ------- | -------------- |
| Liga de Fútbol del Atlántico (1)   | 1932.   |                |
| Segunda División del Atlántico (1) | 1927.   |                |
| Tercera División del Atlántico (1) | 1926.   |                |

## Otras secciones y filiales

### Divisiones menores

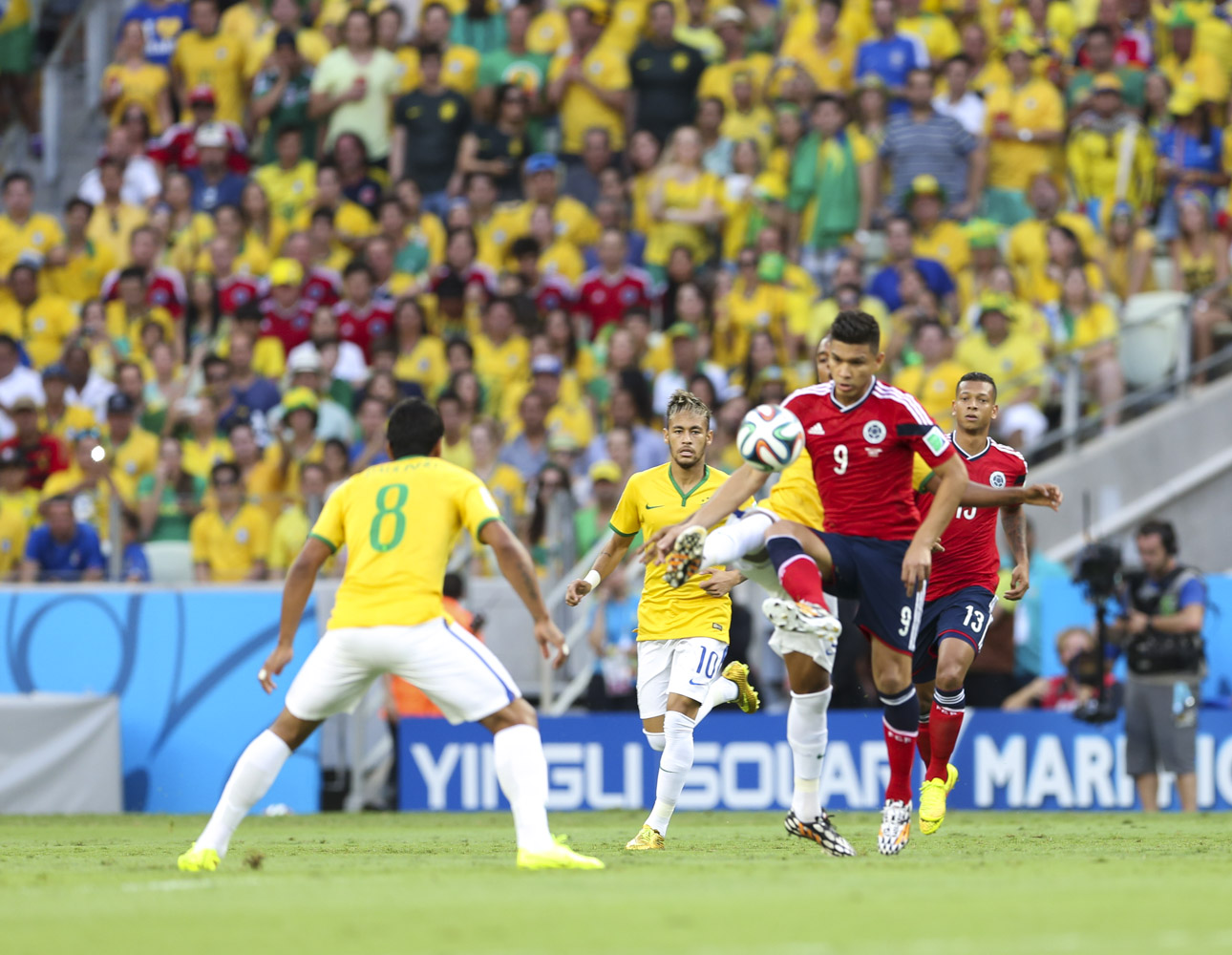
Teófilo en cuartos de final del Mundial Brasil 2014.

De las divisiones menores del Junior han salido jugadores como Teófilo Gutiérrez, Luis Díaz Carlos Bacca, Macnelly Torres, Iván René Valenciano, Vladimir Hernández, Oswaldo Mackenzie, Alexis Mendoza, José Amaya, Jorge Bolaños, Luis Carlos Ruiz, y Víctor Danilo Pacheco.

### Barranquilla F.C
Los juveniles de Junior reciben fogueo profesional a través de su filial Barranquilla Fútbol Club, que participa en el torneo de la Primera B del fútbol colombiano desde la temporada 2005.

### Equipo femenino
En 2017, tras una resolución de la Dimayor que obligaba a todos los equipos profesionales del fútbol colombiano a contar con un equipo femenino, se fundó el Junior de Barranquilla Femenino que jugaría su primer torneo en la Liga Femenina 2018, compartiendo el grupo D con Atlético Nacional, Envigado, Real Cartagena y Unión Magdalena.

## Área social y dimensión sociocultural

### Hinchada

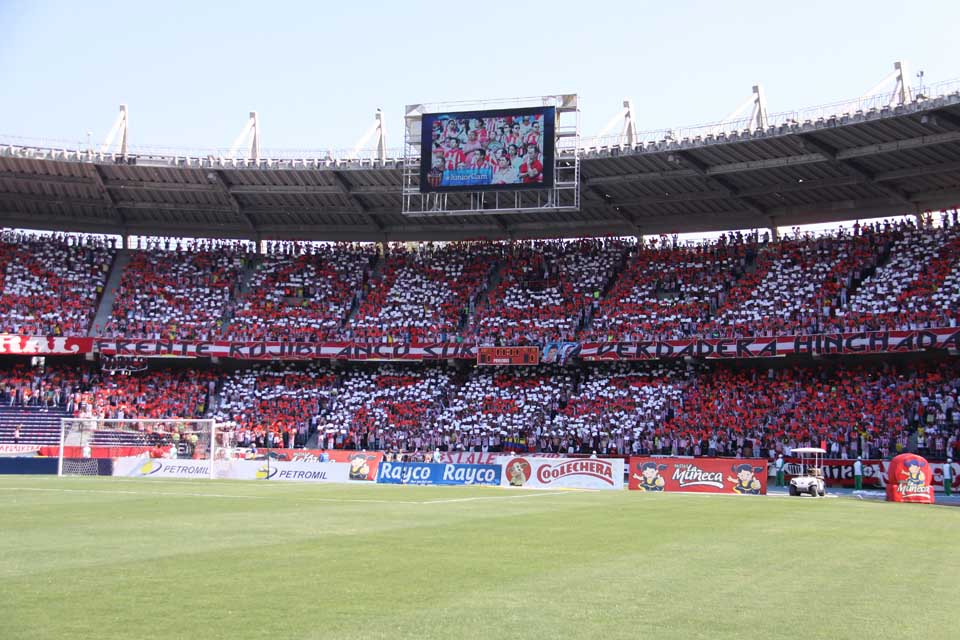
Hinchada del Junior en el estadio Metropolitano

El Junior es no solo el equipo más popular de cualquier deporte en Barranquilla, sino en la Región Caribe colombiana, con múltiples hinchas en los departamentos costeños. Su hinchada es la más grande de la Región Caribe. La Barra del Tiburón (luego renombrada en Frente Rojiblanco Sur)fue fundada el 19 de julio de 1998. En el mismo año, igualmente fue fundada otra barra muy representativa, la Banda de los Kuervos.
La hinchada de Junior tiene el récord de mayor asistencia en un partido de liga, el cual ocurrió el 5 de diciembre de 1993 (contra el América de Cali), ese día el equipo logró su tercer título y llevó a más de 60 000 personas al estadio Metropolitano Roberto Meléndez.[cita requerida]

### Merchandising
En el centro comercial Portal del Prado se encuentra una tienda oficial del club, en la cual se puede adquirir merchandising como indumentarias (camisetas,  pantalonetas, medias, etc.) junto a otros productos licenciados y recuerdos alusivos al equipo como llaveros, escudos, cachuchas, mugs, entre otros.

### Monumento

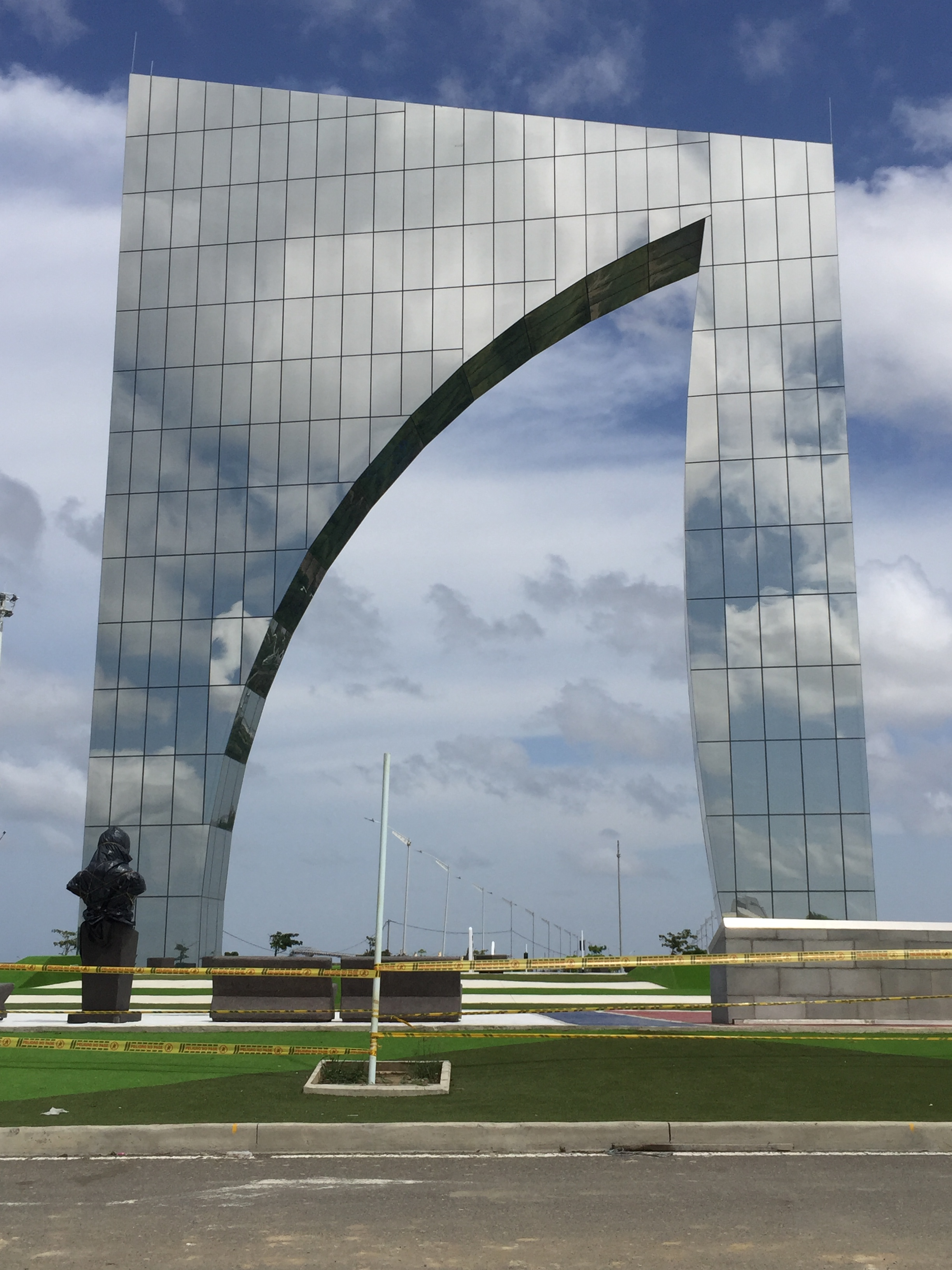
Ventana de Campeones

En 2020, la empresa Tecnoglass donó el monumento Ventana de Campeones, conjunto arquitectónico dedicado al equipo. Consiste en un arco de vidrio y acero cuyo vano interior tiene forma de aleta de tiburón (símbolo del equipo), por lo que popularmente es más conocido como "la aleta". Ubicado en la avenida del Río, en la isla de La Loma, remate del Gran Malecón. La estructura ocupa la parte central de una glorieta en la que se encuentra la historia gráfica del equipo, las huellas de los pies de los jugadores más importantes y emblemáticos y los bustos de Micaela Lavalle, fundadora del equipo; Julio Comesaña, el técnico que más estrellas ha obtenido; y Fuad Char, propietario de la institución. El monumento fue prometido al entrenador Julio Comesaña al ganar el campeonato apertura de 2019, si ganaba tres títulos consecutivos, objetivo que no se cumplió, pues ganó dos. El diseño fue escogido por votación popular. La Ventana de Campeones fue diseñada por los arquitectos barranquilleros Miguel Ángel Cure y Pablo Andrés Castellano, y construida por Tecnoglass de la mano de sus empresas aliadas. Tiene una altura de 33 metros. Está construido con vidrios reflectivos, lo que permite percibir la estructura de formas distintas a diversas horas del día. La referencia de vidrio laminada usada fue de 10 mm de espesor, con capa reflectiva Low-E R36/23. En total se utilizaron 1.400 metros cuadros de este vidrio. Para los sistemas de fachadas flotantes emplearon los vidrios de Energía Solar ES Windows, que también tuvo a cargo la instalación. El sistema de iluminación está conformado por 87.480 luces led RGB computarizadas, que llenan de color el monumento en las noches.

## Rivalidades

### Junior vs. Unión Magdalena
| VS |

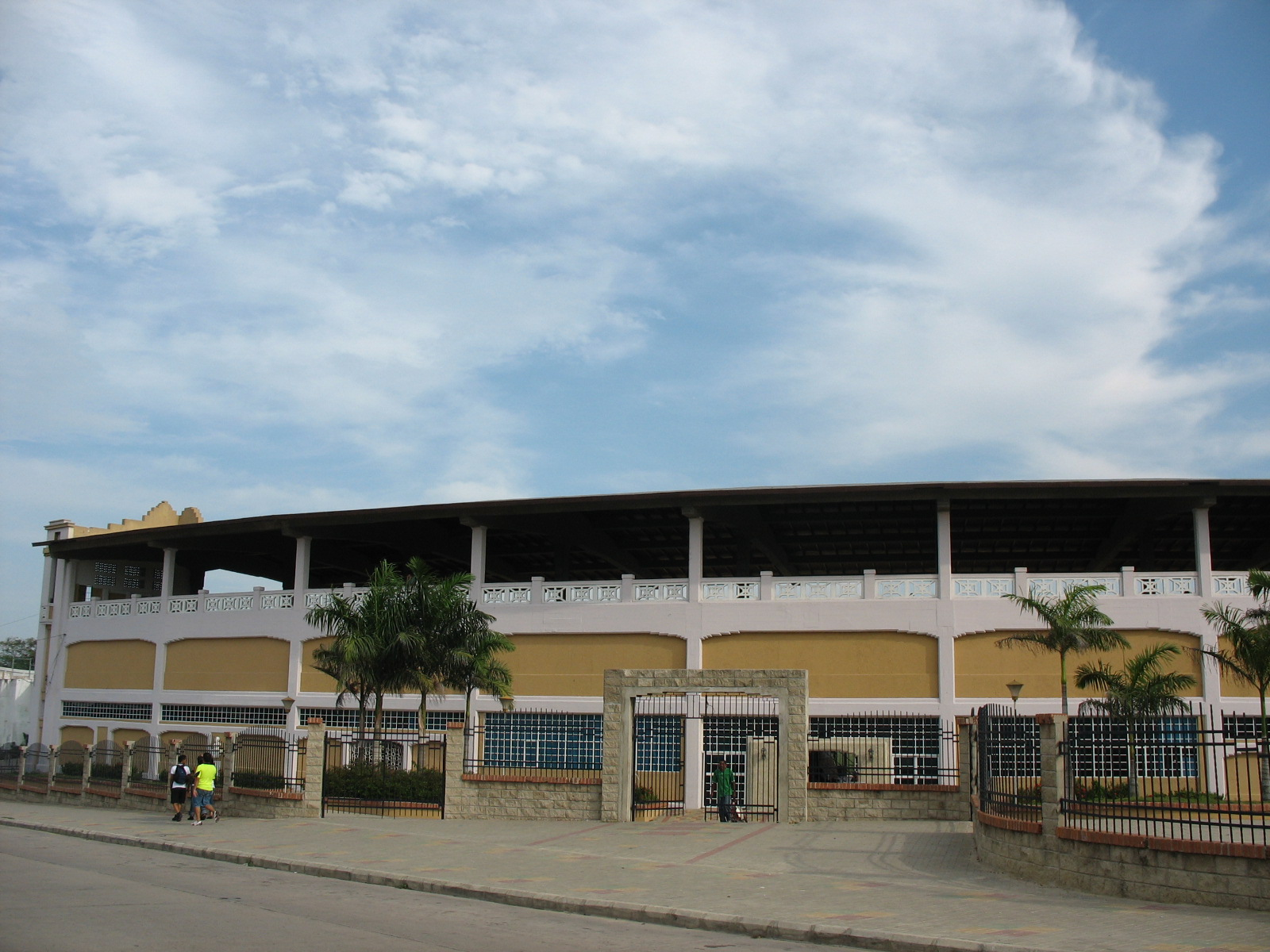
Estadio Romelio Martínez, escenario donde se inició el clásico costeño.

El clásico costeño es uno de los tradicionales encuentros futbolísticos de Colombia. Principalmente lo disputan el Junior de Barranquilla y el Unión Magdalena.
Históricamente el encuentro ha tenido lugar en los estadios Municipal (1948-1986) y Metropolitano de Barranquilla (desde 1986), y en los estadios Eduardo Santos
y Sierra Nevada de Santa Marta (desde 2018).
Hasta la fecha se han disputado en total 190 clásicos oficiales entre estos dos clubes, siendo 176 de ellos válidos por la Primera división del fútbol colombiano.
No obstante, debido a que Unión ha descendido durante varios años a la segunda división, la continuidad del clásico se ha interrumpido. Desde 2008 se han enfrentado en Copa Colombia ya que este campeonato reúne a los equipos de las Categorías Primera A y Primera B.

## Influencia con otros clubes

### CD Junior de Managua (Nicaragua)
A 1.254 kilómetros de Barranquilla existe un equipo con los mismos colores, escudo y nombre que el Junior; fundado por un barranquillero de Rebolo.